# Бургунська сільська рада
Бургу́нська сільська́ ра́да — адміністративно-територіальна одиниця та орган місцевого самоврядування в Бериславському районі Херсонської області. Адміністративний центр — село Бургунка.

## Загальні відомості
- Територія ради: 51,448 км²
- Населення ради: 1 159 осіб (станом на 2001 рік)
- Територією ради протікає річка Козак.

## Населені пункти
Сільській раді були підпорядковані населені пункти:
- с. Бургунка

## Склад ради
Рада складалася з 16 депутатів та голови.
- Голова ради: Кубіч Анатолій Ілліч
- Секретар ради: Маринець Інна Василівна

### Керівний склад попередніх скликань
| Прізвище, ім'я, по батькові | Основні відомості                                                                      | Дата обрання | Дата звільнення |
| --------------------------- | -------------------------------------------------------------------------------------- | ------------ | --------------- |
| Кубіч Анатолій Ілліч        | Сільський голова, 1951 року народження, освіта вища, член Комуністичної партії України | 26.03.2006   | 31.10.2010      |
| Кубіч Анатолій Ілліч        | Сільський голова, 1951 року народження, освіта вища, член Комуністичної партії України | 31.10.2010   |                 |

Примітка: таблиця складена за даними сайту Верховної Ради України

### Депутати
За результатами місцевих виборів 2010 року депутатами ради стали:

#### За суб'єктами висування
| Суб'єкт висування           | Кількість обраних депутатів | %    |
| --------------------------- | --------------------------- | ---- |
| Партія регіонів             | 9                           | 56,3 |
| Комуністична партія України | 5                           | 31,3 |
| Самовисування               | 2                           | 12,5 |

#### За округами
| № округу                    | Прізвище, ім'я, по батькові     | Дата визнання обраним | Освіта             | Партійна приналежність                        | Відомості про обраного депутата                                                 |
| --------------------------- | ------------------------------- | --------------------- | ------------------ | --------------------------------------------- | ------------------------------------------------------------------------------- |
| Комуністична партія України |                                 |                       |                    |                                               |                                                                                 |
| 4                           | Кубіч Олександр Анатолійович    | 01.11.2010            | середня спеціальна | член Комуністичної партії України             | тимчасово не працює                                                             |
| 6                           | Шумейко Алла Миколаївна         | 01.11.2010            | вища               | позапартійна                                  | Бургунська сільська рада, касир                                                 |
| 9                           | Маринець Інна Василівна         | 01.11.2010            | вища               | позапартійна                                  | Районне управління праці та соціального захисту населення, соціальний працівник |
| 11                          | Чмеренко Катерина Юріївна       | 01.11.2010            | середня спеціальна | член Комуністичної партії України             | тимчасово не працює                                                             |
| 16                          | Костенко Інна Петрівна          | 01.11.2010            | вища               | позапартійна                                  | Бургунська сільська рада, землевпорядник                                        |
| Партія регіонів             |                                 |                       |                    |                                               |                                                                                 |
| 2                           | Коротько Олена Василівна        | 01.11.2010            | вища               | позапартійна                                  | Бургунська загальноосвітня школа, вчитель                                       |
| 3                           | Анастюк Наталія Вікторівна      | 01.11.2010            | вища               | позапартійна                                  | Бургунська загальноосвітня школа, вчитель                                       |
| 5                           | Коваленко Володимир Миколайович | 01.11.2010            | вища               | позапартійний                                 | Бургунська загальноосвітня школа, вчитель                                       |
| 8                           | Захарова Олена Василівна        | 01.11.2010            | середня спеціальна | позапартійна                                  | тимчасово не працює                                                             |
| 10                          | Коротько Світлана Анатолівна    | 01.11.2010            | середня спеціальна | позапартійна                                  | тимчасово не працює                                                             |
| 12                          | Левкулич Геннадій Валентинович  | 01.11.2010            | середня            | позапартійний                                 | тимчасово не працює                                                             |
| 13                          | Щербина Сергій Володимирович    | 01.11.2010            | середня            | позапартійний                                 | тимчасово не працює                                                             |
| 14                          | Вороніна Катерина Анатоліївна   | 01.11.2010            | середня спеціальна | позапартійна                                  | тимчасово не працює                                                             |
| 15                          | Серіков Роман Васильович        | 01.11.2010            | середня спеціальна | позапартійний                                 | тимчасово не працює                                                             |
| Самовисування               |                                 |                       |                    |                                               |                                                                                 |
| 1                           | Щербина Алла Анатоліївна        | 26.12.2010            | середня спеціальна | позапартійна                                  | КП «Байкал», касир                                                              |
| 7                           | Шумейко Анатолій Анатолійович   | 01.11.2010            | середня спеціальна | член Всеукраїнського об'єднання «Батьківщина» | Бургунський дошкільний навчальний заклад, сторож                                |